# Royítika
Royítika (Rogitika, Roitika) är en ort i Grekland.   Den ligger i prefekturen Nomós Achaḯas och regionen Västra Grekland, i den centrala delen av landet, 180 km väster om huvudstaden Aten. Royítika ligger 42 meter över havet och antalet invånare är 1 288.
Terrängen runt Royítika är varierad. Havet är nära Royítika åt nordväst. Runt Royítika är det ganska tätbefolkat, med 86 invånare per kvadratkilometer. Närmaste större samhälle är Patras, 8,1 km nordost om Royítika. Trakten runt Royítika består till största delen av jordbruksmark.